# Ehrensteinsley
Der Ehrensteinsley ist eine 507 m ü. NHN hohe Erhebung auf der Gemarkung von Monschau, einer Stadt in der Städteregion Aachen in Nordrhein-Westfalen. Die Erhebung liegt westlich des Stadtzentrums und nördlich der Rur. Die Erhebung ist Bestandteil des Naturschutzgebietes Oberes Rurtal mit den Felsbildungen der Ehrensteinley.